# Francis Whittier Pennell
Francis Whittier Pennell (Wawa (Pennsylvania), 4 de Agosto de 1886 — Media, Pennsylvania, 3 de Fevereiro de 1952) foi um botânico norte-americano especializado na sistemática das espermatófitas, com destaque para a família das escrofulariáceas, matéria em que foi uma das maiores autoridades.

## Biografia
Francis Whittier Pennell nasceu numa quinta nos arredores da vila de Wawa, Delaware County, Pennsylvania. De compleição frazina, o que impedia a sua participação nos trabalhos agrícolas, estudou na Westtown School e na Universidade da Pennsylvania (University of Pennsylvania), onde recebeu um bacharelato (B.S.) em Biologia no ano de 1911 e se doutorou (Ph.D.) em 1913, defendendo uma dissertação sobre a taxonomia dos membros da família Scrophulariaceae.
O seu interesse pela Botânica despertou cedo, encorajado por alguns botânicos amadores da sua vila natal, com destaque para a Dr. William Trimble. Essa paixão pelas plantas desenvolveu-se ao longo do seu percurso universitário sob a orientação do Dr. John M. Macfarlane (1855-1943), director do Departamento de Botânica da University of Pennsylvania, que sugeriu como tema para a dissertação doutoral o estudo das Scrophulariaceae, uma família botânica particularmente complexa.
Em 1914 ingressou nos quadros do Jardim Botânico de Nova Iorque (New York Botanical Garden) onde trabalhou entre 1914 e 1921. Neste último ano transferiu-se para Philadelphia, onde passou a exercer as funções de curador da colecção de plantas da Academia de Ciências Naturais de Filadélfia (Academy of Natural Sciences of Philadelphia). Mais tarde foi curador do herbário da Universidade da Carolina do Norte.
Foi um escritor prolífico, publicando artigos científicos sobre vários géneros botânicos, com destaque para as escrofulariáceas, e sobre questões taxonómicos em geral. Outra área de interesse foi a história botânica, matéria em que deixou importantes contribuições. Contudo, o seu trabalho mais notável foi o estudo monográfico das Scrophulariaceae da flora da região sul dos Apalaches, deixando sobre ela uma obra de referência que se mantém actual.
Foi bolseiro do National Research Council e realizou importantes trabalhos de campo na região dos Apalaches (1927) e no oeste dos Estados Unidos (1931) e na América do Sul.
Foi sócio e por diversas vezes presidente do Philadelphia Botanical Club. Faleceu de ataque cardíaco quando participava num serviço religioso quaker ("meeting") em Media, no domingo, dia 3 de Fevereiro de 1952.